# 972
972（九百七十二、九七二、きゅうひゃくななじゅうに）は、自然数また整数において、971の次で973の前の数である。

## 性質
- 972は合成数であり、約数は1, 2, 3, 4, 6, 9, 12, 18, 27, 36, 54, 81, 108, 162, 243, 324, 486, 972である。
  - 約数の和は2548。
  - 239番目の過剰数である。1つ前は968、次は978。
  - 約数を18個もつ16番目の数である。1つ前は882、次は980。(オンライン整数列大辞典の数列 A030636)
- 210番目のハーシャッド数である。1つ前は966、次は990。
  - 18を基とする24番目のハーシャッド数である。1つ前は954、次は990。
- 13番目のアキレス数である。1つ前は968、次は1125。
- 972 = 22 × 35
  - 2つの異なる素因数の積でp 5 × q 2 の形で表せる3番目の数である。1つ前は800、次は1568。(オンライン整数列大辞典の数列 A179646)
  - 2i × 3 j (i ≧ 1, j ≧ 1) の形で表せる24番目の数である。1つ前は864、次は1152。(オンライン整数列大辞典の数列 A033845)
- 972 = 36 + 35、この形の数の1つ前は324、次は2916。
- 約数の和が972になる数は3個ある。(530, 901, 971) 約数の和3個で表せる26番目の数である。1つ前は968、次は1020。
- 各位の和が18になる53番目の数である。1つ前は963、次は981。

## その他 972 に関連すること
- 西暦972年
- 紀元前972年
- クバーナ航空972便墜落事故
- 周波数として972kHzを使用するAMラジオ局
  - KBS韓民族放送第一放送局